# Al di là delle montagne
Al di là delle montagne (山河故人S, Shānhé gùrénP) è un film del 2015 scritto e diretto da Jia Zhangke.

## Trama
Fenyang, Cina. Nel 1999, gli amici di infanzia Liangzi e Zhang sono entrambi innamorati della bella e inquieta Tao. Lei sceglie Zhang, il più ricco dei due, lo sposa e ha un bambino. Nel 2014, quindici anni dopo, Liangzi è ammalato; sua moglie va proprio da Tao a chiedere il denaro per curarlo. Nel frattempo, Tao ha divorziato e ha perso l'affido del figlio, che è emigrato in Australia insieme al padre e ha acquisito un nuovo eloquente nome inglese: Dollar. Quando la madre, in occasione di un lutto, lo rivede per qualche giorno, resta straziata scoprendo un ragazzo ormai completamente estraneo e lontano. Nel 2025 Dollar, ormai diciannovenne in pieno conflitto generazionale, non parla più cinese e a malapena comunica con Zhang, caduto in bancarotta. L'unica parola di cinese che ricorda ancora è il nome di sua madre.

## Distribuzione
Film sulla vita, gli amori, le speranze e le disillusioni di una famiglia in una società in continua evoluzione, è stato distribuito in Cina il 30 ottobre 2015.

### Edizione italiana
La pellicola è stata distribuita nelle sale cinematografiche italiane a partire dal 5 maggio 2016.

## Accoglienza

### Incassi
Il film ha incassato 32.22 milioni di renminbi ai botteghini cinesi. Nelle sale italiane ha invece guadagnato 240.933 euro.

### Critica
(Alessandra Levantesi Kezich, La Stampa, 5 maggio 2016)
(Silvio Danese, QN Quotidiano Nazionale, 7 maggio 2016)
(Peter Bradshaw, The Guardian, 25 maggio 2015)
(Emiliano Morreale, L'Espresso, 12 maggio 2016)

## Riconoscimenti
Il film è stato presentato al 68º Festival di Cannes. È stato inoltre selezionato per partecipare al Toronto Film Festival del 2015.
- Asian film Awards: miglior sceneggiatura 2016
- Golden Horse Film Festival: Audience choice Awards
- International Cinephile Society Awards 2016: Best Picture Not Released in 2015
- San Sebastián International Film Festival 2015: Audience Award